# الیز
الیز (به فرانسوی: Alièze) یک کامین در فرانسه است که در Canton of Orgelet واقع شده‌است.

## خصوصیات
الیز ۵٫۸۶ کیلومترمربع مساحت و ۱۵۳ نفر جمعیت دارد.